# Bain Stanislas
Le bain Stanislas est un établissement thermal situé à Plombières-les-Bains dans le département français des Vosges dans la région historique de Lorraine.
C'est une ancienne maison de bains et d'habitation du XVIIIe siècle. Le bâtiment de la rue Stanislas est protégé en tant que monument historique depuis 2001.

## Historique

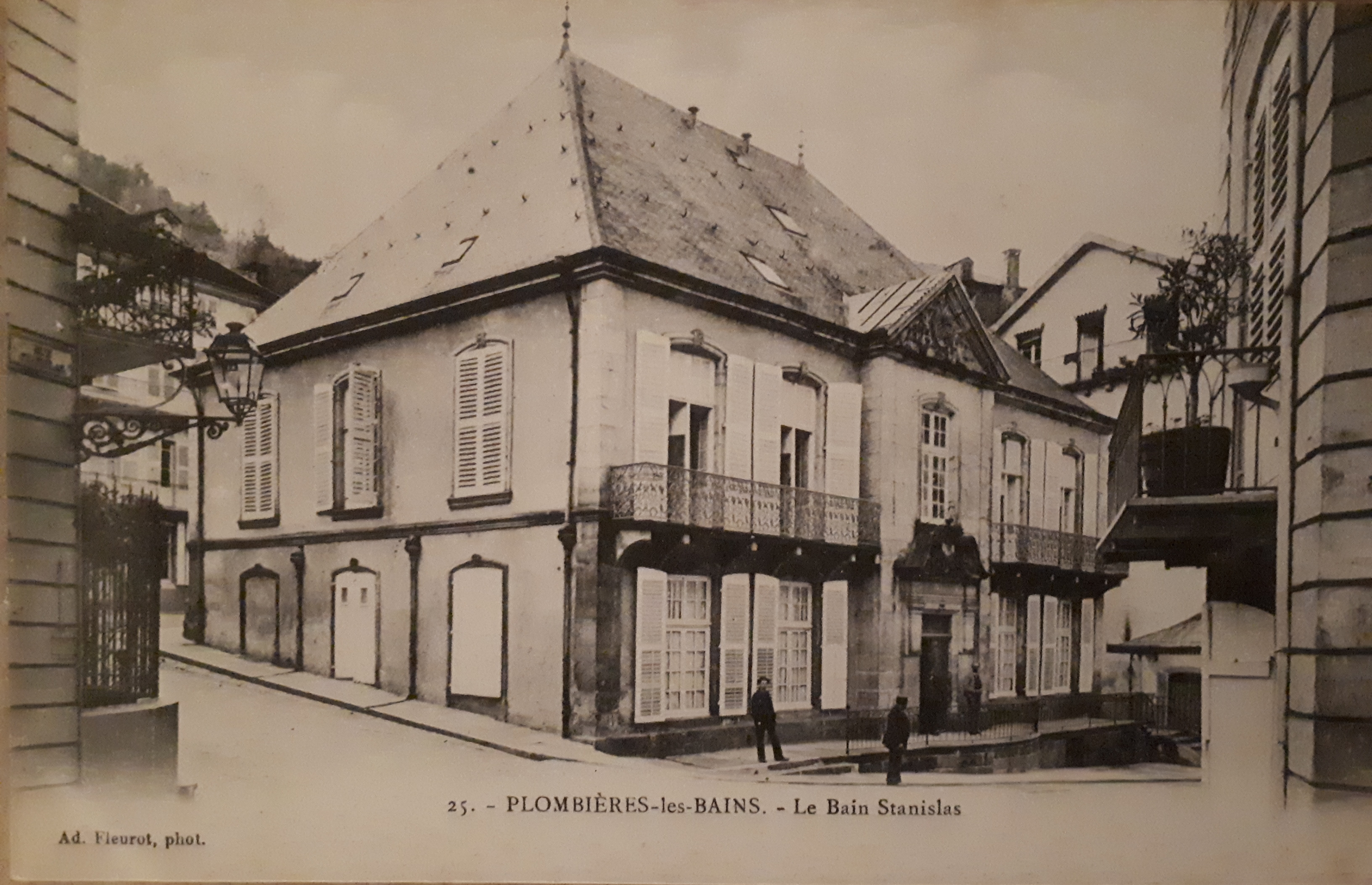
Le Bain Stanislas à Plombières-les-Bains vers 1905.

Le Bain Stanislas s'appelait à l'origine Bain de la Reine puis Bain des Dames, car les duchesses de Lorraine y faisaient souvent leurs séjours balnéaires. Le bain des Dames appartenait aux chanoinesses de Remiremont depuis la fin du XIIIIe siècle.
Dominique Berthemin, médecin du duc de Lorraine, croit que ce Bain a été appelé Bain de la Reine depuis que les reines Philippe de Gueldre et Christine de Danemark l'eurent choisi pour y prendre les bains ; l'endroit étant fort propre et bien tapissé, lorsqu'elles voulaient s'y baigner.
Pierre Abraham Titot, apothicaire à Montbéliard, tire cette dénomination en avançant qu'une reine d'Austrasie, qui était abbesse de Remiremont, s'étant service de ce bain, le nom de la Reine lui est resté. Selon lui, le Collège des Dames de Remiremont se l'étant approprié depuis ce temps-là, elles en sont restées en possession, malgré les oppositions faites de la part des habitants de Plombières.
Toutefois, une transaction passée en 1210 avec Ferry II de Lorraine garantissait la possession de la maison aux Dames de Remiremont.
L'hôtel, situé à cheval sur l'Augronne, reposait en partie sur le ban d'Ajol relevant du chapitre de Remiremont en rive gauche et sur le ban du Moulin relevant du duché de Lorraine en rive droite qui intenta un procès condamnant le chapitre de Remiremont à murer les ouvertures sur la rue mais on se contenta de barricader le rez-de-chaussée et d'y adosser des baraques en bois.
La maison des Dames de Remiremont a été rasée et rebâtie en 1733. L'ancienne qu'on a démolie, communiquait avec le Bain des Dames par le moyen d'un portique, ou d'une galerie couverte qui jointait le second étage de cette maison, à une tour ronde adossée à l'angle méridional du côté oriental du bain, au bas de laquelle il y avait une porte pour entrer au Bain. On y descendait par une rampe en escargot, enfermée dans cette tour.
Les Dames de Remiremont se sont encore approchées de plus près du Bain des Dames, et laissèrent dans une des pièces basses de l'hôtel qu'elles ont fait construire, une porte de communication au dedans du même Bain.

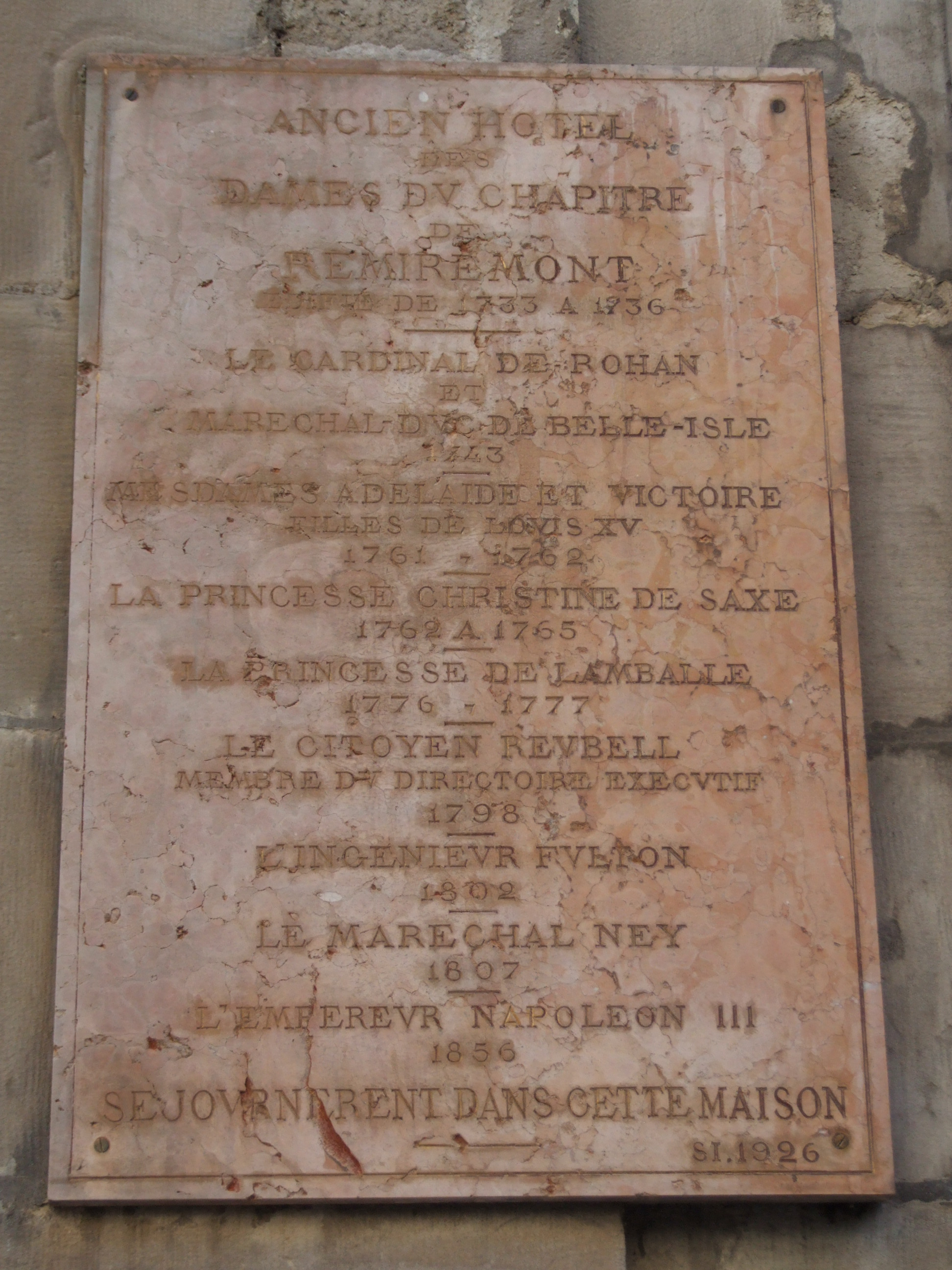
Plaque des illustres personnages ayant séjourné dans l'ancien hôtel des Dames du Chapitre de Remiremont.

Le bâtiment rectangulaire a été construit entre 1733 et 1736 et a été rénové entre 1752 et 1758, sous sa forme actuelle. La maison a été utilisée par les chanoinesses de Remiremont jusqu'à la Révolution française. 
En 1791, elle a été sécularisée. La municipalité de Plombières acheta le Bain et la Maison des Dames mis en vente comme biens nationaux adjugés pour 25 100 francs. Les immeubles furent cédés en 1795 par la commune à M. Monin. La maison devint par la suite la propriété de M. Parisot avec des logements réservés aux malades. En 1835, le Bain des Dames était mis en vente par son propriétaire.
À partir de 1836, la maison a continué à être gérée par l'État qui fit rebâtir à neuf le Bain des Dames par l'architecte Nicolas Grillot en 1844, grâce à l'intervention de la duchesse d'Orléans.
La petite étuve Bassompierre reconstruite par François de Bassompierre et restaurée en 1811-1812, sous forme de tumulus devant la maison Hérisé et à l'angle de la maison Lambinet (future maison Résal), était une sorte de succursale du Bain des Dames dépourvu d'étuve.
La maison fut intégrée dans la concession obtenue en 1857 par la société d'exploitation des thermes formée sous Napoléon III en 1856. La maison des Dames fut acquise en 1882 par la Compagnie des Thermes au prix de 61 000 francs à la suite de la donation de M. Augustin Husson. Elle fut alors transformée en établissement thermal devenant le Bain Stanislas.
La distribution intérieure des pièces est en grande partie transformée aux XIXe siècle et XXe siècle.
Des cabinets de douches ont été construits entre 1909 et 1939 et des travaux de modernisation ont été réalisés en 1951-1952 et 1955-1956.
Une verrière a été placée au niveau du faîte vers 1905. Les deux balcons du premier étage donnant sur la rue Stanislas ainsi que les volets aux fenêtres ont été retirés après les années 1960.

## Architecture
Le bâtiment à cinq axes possède un portail représentatif, qui, comme le pourtour des fenêtres artistiques, a été créé à partir de grès local. Le pignon triangulaire à l'extrémité de la risalit centrale est orné du blason de l'abbaye de Remiremont sculpté avec des clés et une couronne.
On peut y admirer un escalier en pierre à rampe en fer forgé menant au premier étage.
Dans les combles, cinq réservoirs d'eau en bois, doublés de plomb, datant du XIXe siècle sont encore conservés.